# Dieter Krause
Dieter Krause (n. 18 ianuarie 1936, Brandenburg an der Havel, Statul Liber Prusia⁠(d), Germania – d. 10 august 2020, Bad Saarow, Brandenburg, Germania) a fost un caiacist german, medaliat olimpic. A participat la o ediție a Jocurilor Olimpice (1960) în care a câștigat o medalie de aur.